# Gemerská Hôrka
Gemerská Hôrka (maďarsky Özörény nebo také Gömör Horka) je obec na Slovensku v okrese Rožňava. V roce 2009 měla obec 1 344 obyvatel. Rozloha katastrálního území činí 12,79 km². Při sčítání obyvatel v roce 2001 se 63% obyvatel hlásilo k maďarské národnosti.
Prochází tudy železniční tratě 160 a 165.

## Historie
Až do roku 1918 patřila Gemerská Hôrka k Uherskému království, po první světové válce se stala součástí Československa. V roce 1930 zde žilo 1076 obyvatel. V letech 1938 až 1945 byla Gemerská Hôrka přičleněna k Maďarsku.